# 에런 피어솔
에런 웰스 피어솔(영어: Aaron Wells Peirsol, 1983년 7월 23일 ~ )은 배영을 전문으로 활약한 전 미국의 수영 선수이다.
한번 밖에 "올해의 미국 수영 선수" 상을 수상한 적이 없는 피어솔은 올림픽, 팬아메리칸 게임, 세계 선수권 대회, 팬패시픽 선수권 대회를 포함하여 국제 시합에서 29개의 금메달, 6개의 은메달, 1개의 동메달을 합쳐 39개의 메달을 획득하였다.

## 생애
캘리포니아주 어바인에서 저당 중개인 아버지와 퇴직한 치과 위생사 어머니 사이에서 태어났다.
뉴포트 하버 고등학교를 졸업하고 텍사스 대학교에 입학한 피어솔은 2003년에 "올해의 NCAA 수영 선수"로 선정되었다. 자신의 대학 적격 2년째 해를 마친 후 나이키와 계약을 맺어 프로로 전향한다.

## 수영 경력

### 2000~02
17세였던 2000년 미국 올림픽 선발 시합에서 200m 배영에서 레니 크레이젤버그에게 밀려 2위를 한 후, 시드니 올림픽에 출전할 수 있었다. 올림픽에서도 200m 배영 결승전에서 다시 크레이젤버그에게 밀려 2위를 하였다.
2001년 국립 선수권 대회에서 크레이젤버그의 결석과 함께 피어솔은 후쿠오카에서 열리는 세계 수상 선수권 대회에 출전하였다. 피어솔의 200m 배영 시간은 크레이젤버그의 세계 기록에 이어 두 번째로 빨랐다. 거기서 피어솔은 그 종목에서 선수권 대회 기록 1분 57.13초와 함께 금메달을 획득하였다.
크레이젤버그의 1999년 기록을 앞서 200m 배영의 첫 세계 기록과 함께 2002년을 시작한 피어솔은 모스크바에서 열린 FINA 세계 수영 선수권 대회에서 5개의 메달(금 5, 은 1, 동 1)을 획득하였다. 그 대회에서 그는 400m 혼계영에서 세계 기록을 깬 미국 팀의 일원이었으며 자신도 200m 배영 세계 기록을 깼다. 같은 해에 요코하마에서 열린 팬 패시픽 수영 선수권 대회에서 100m, 200m 배영, 400m 혼계영을 우승하였다. 브렌던 핸슨, 마이클 펠프스, 제이슨 레작과 함께 팀을 이루면서 2000년에 세워진 400m 혼계영 기록을 깼다.

### 2003년 세계 선수권 대회
2003년 바르셀로나에서 열린 세계 수상 선수권 대회에서 피어솔은 다시 100m, 200m 배영과 400m 혼계영을 우승한다. 800m 자유형 계주에서도 은메달을 획득하였다. 첫 시합이었던 100m 배영에서 피어솔은 선수권 대회 기록 53.61초와 함께 우승하였다. 200m 배영에서 1분 55.92초의 기록과 우승하였으며, 거의 2위로 들어온 크로아티아의 고르단 코출리의 시간보다 2초 앞섰다. 피어솔은 50m 배영에서 8위로 왔고, 마지막 시합 400m 혼계영에서 브렌던 핸슨, 이언 크로커, 제이슨 레작과 팀을 이루어 3분 31.54초의 세계 신기록을 세우면서 우승하였다.

### 2004년 하계 올림픽
2004년 미국 올림픽 선발 시합에서 피어솔은 100m와 200m 배영 타이틀을 우승하였다. 100m 배영에서는 레니 크레이젤버그를 꺾고 우승하였으며, 200m 배영에서는 세계 기록 1분 54.74초를 세워 자신의 전 기록 1분 55.15초를 깼다.
아테네 올림픽에서 피어솔은 100m와 200m 배영 우승을 휩쓸고 400m 혼계영에서도 우승하였다. 그의 첫 시합 100m 배영에서 54.06초의 기록을 세워 우승하였는 데, 2위로 들어온 오스트리아의 마르쿠스 로간보다 0.29초 앞섰다. 200m 배영에서는 올림픽 기록 1분 54.95초와 함께 금메달을 따면서 배영 종목의 깨끗한 휩씀을 마쳤다. 로간은 그 종목에서도 2위로 왔다. 그의 마지막 종목인 400m 혼계영에서 피어솔은 핸슨, 크로커, 레작과 팀을 이루어 세계 기록 3분 30.68초와 함께 우승하였다. 혼계영을 이끌면서 피어솔은 53.45초의 100m 배영 세계 기록을 깨면서 크레이젤버그의 1999년 기록 53.60초를 앞섰다.

### 2005년 세계 선수권 대회
2005년 세계 수상 선수권 대회를 위한 세계 대회 선발 시합에서 피어솔은 100m와 200m 배영을 우승한다. 100m 배영에서는 자신의 세계 기록을 깨면서 53.17초의 기록과 우승하였다. 200m 배영에서는 1분 55.13초의 기록과 함께 쉽게 우승하였다.
몬트리올에서 열린 세계 수상 선수권 대회에서 피어솔은 다시 100m, 200m 배영과 400m 혼계영을 우승하였다. 100m 배영에서 53.62초를 세워 우승하였고, 200m 배영에서는 지배력 유행으로 우승하였다. 그의 시간 1분 54.66초는 세계 기록이 되었고, 2위로 들어온 마르쿠스 로간보다 1.97초 앞섰다. 400m 혼계영에서 핸슨, 크로커, 레작과 팀을 이루면서 3분 31.85초의 기록을 세워 우승하였다.

### 2006년 팬패시픽 선수권 대회
2006년 팬패시픽 선수권 대회와 2007년 세계 수상 선수권 대회를 위한 선발 시합에서 피어솔은 100m와 200m 배영을 거머쥐었다. 빅토리아에서 열린 팬패시픽 선수권 대회에서 피어솔은 100m, 200m 배영과 400m 혼계영 종목을 우승하였다. 100m 배영에서 선수권 대회 기록 53.32초와 함께 우승을 하였으며, 200m 배영에서 세계 기록 1분 54.44초와 함께 두 번째 우승을 하였다. 그러고나서 400m 혼계영에서 핸슨, 크로커, 레작과 팀을 이루면서 3분 31.79초의 선수권 대회 신기록을 세워 우승하였다.

### 2007년 세계 선수권 대회
멜버른에서 열린 2007년 세계 수상 선수권 대회에서 피어솔은 1개의 금메달과 1개의 은메달을 땄다. 100m 배영에서 피어솔은 세계 기록 52.98초르 세우면서 우승을 하였다. 그는 그 종목에서 53초 안으로 헤엄을 친 첫 선수가 되어 라이언 록티를 0.52초 앞서면서 꺾었다. 200m 배영에서는 록티에게 패하여 2위로 오면서 자신이 2006년에 세운 세계 기록을 잃었다. 피어솔에게는 2000년 시드니 올림픽 이래 국제 시합에서 첫 패배였다. 400m 혼계영에서는 미국 팀이 예선 탈락한 이유로 그 종목에 출전할 수 없었다.

### 2008년 하계 올림픽
2008년 미국 올림픽 선발 시합에서 피어솔은 100m와 200m 배영 타이틀을 다시 우승하였다. 100m 배영에서는 매트 그리버스를 앞서면서 52.98초의 세계 기록을 세웠으며, 200m 배영에서는 라이언 록티가 지난 해에 세운 세계 기록을 동등하게 하면서 1분 54.32초를 세웠다.
베이징 올림픽에서 피어솔은 100m 배영과 400m 혼계영에서 금메달을 획득하였다. 200m 배영에서는 은메달에 그쳤다. 100m 배영에서 피어솔은 세계 기록 보유자와 전 올림픽 챔피언으로서 강한 우승 후보였다. 결승전의 첫 50m와 100m에서 피어솔은 리암 탱코크의 뒤로 왔다. 돌아 헤엄을 칠 때에 피어솔은 탱코크의 0.54초 뒤에 있었으며 결국 그를 제치고 2연속 우승을 차지하였다. 52.54초의 세계 신기록을 세워 자신의 1달 전 기록을 깼다. 200m 배영에서 피어솔은 라이언 록티에게 1분 54.33초 대 1분 53.94초로 패하여 2위를 오고 말았다. 400m 혼계영에서 핸슨, 펠프스, 레작과 팀을 이루어 세계 기록 3분 29.34초와 함께 2연승을 하였다.

### 2009년 세계 선수권 대회
2009년 세계 수상 선수권 대회 선발을 위한 국립 대회에서 피어솔은 100m와 200m 배영 종목을 우승한다. 로마에서 열린 세계 수상 선수권 대회에서 피어솔은 2개의 금메달을 획득하였다. 200m 배영에서 피어솔은 1분 51.92초의 기록과 함께 자신의 세계 기록 1분 53.08초를 깨면서 금메달을 땄다. 400m 혼계영에서 에릭 섄토, 마이클 펠프스. 데이비드 월터스와 팀을 이루면서 3분 27.28초의 세계 기록과 함께 우승하였다.

### 2010년 팬패시픽 선수권 대회
2010년 국립 대회에서 피어솔은 100m와 200m 배영 양종목에서 2위를 하였다. 100m 배영에서는 데이비드 플러머에 밀려 2위를 하였는 데, 그 일은 2000년 올림픽 선발 시합에서 4위를 한 이래 피어솔의 첫 국내 대회 패배였다. 200m 배영에서는 라이언 록티에게 0.70초 밀려 2위를 하였다.
어바인에서 열린 팬패시픽 선수권 대회에서 피어솔은 100m 배영과 400m 혼계영을 우승하였다. 결과로 보아 록티는 100m 배영에서 물러나고 피어솔이 결승전에 나갔는 데, 자신이 2006년에 세운 선수권 대회 기록을 깨고 53.31초의 기록과 함께 우승하였다. 200m 배영에서는 결승전 진출에 실패하였으나 400m 혼계영에서는 마크 갱글로프, 마이클 펠프스, 네이선 에이드리언과 팀을 이루면서 금메달을 획득하였다. 이 대회가 그의 마지막 국제 경력으로 보였다.
2011년 2월 2일 정식으로 프로 수영에서 은퇴를 선언하였다.

## 같이 보기
- 올림픽 다관왕 목록
- 올림픽 수영 남자 메달리스트 목록
- 수영 올림픽 기록 목록
- 수영 세계 기록 목록
- 수영 배영 100m 세계 기록 추이
- 수영 배영 200m 세계 기록 추이
- 수영 혼계영 400m 세계 기록 추이